# Damir Achmietbiekow
Damir Achmietbiekow (ros. Дамир Ахметбеков; ur. 4 czerwca 1975 w Ałmaty) – kazachski skoczek do wody, olimpijczyk.
Uczestnik igrzysk olimpijskich w Atlancie i Sydney. Na obu imprezach startował w skokach z wieży, w których zajmował odpowiednio 17. i 41. miejsce.